# Mobackens kapell
Mobackens kapell är en kyrkobyggnad som tillhör Tidaholms församling i Skara stift. Den ligger i Tidaholms kommun.  

## Historia
Kapellet uppfördes 1939 av Mobackens kapellförening efter ritningar av köpmannen Evald Gillbrand. Pengar till bygget fick föreningen in efter en två år lång insamling som startade med en auktion den 21 april 1937. År 1954 uppfördes klockstapeln och 1963 invigdes kyrkogården. Mobackens kapellföreningen upphörde 1968 och kapellet kom därefter att tillhöra Tidaholm - Agnetorps kyrkliga samfällighet.

## Kyrkobyggnaden
Den lilla byggnaden har mörkimpregnerad stående träpanel och brant, tegeltäckt sadeltak. Vapenhuset är utbyggt. Kyrkorummet är av salstyp med indraget tunnvalv som går ända fram till den östra väggen och mittgång med fasta bänkkvarter. Altaret är placerat vid fondväggen. Kapellet renoverades 1974. 

## Inventarier
- Altartavlan som föreställer Kristi himmelsfärd, har målats och skänkts till kapellet av Evald Gillbrand.
- Dopfunten, kyrksilvret och dopljusstaken är gåvor till kapellet av olika församlingsbor.
- En ny orgel om fyra stämmor från Walter Thür Orgelbyggen anskaffades 1974.